# Lucy Clifford
Sophia Lucy Jane Clifford (de soltera Lane; 2 de agosto de 1846, Londres – 21 de abril de 1929, Londres), más conocida como Lucy Clifford o Mrs. W. K. Clifford, fue una escritora, dramaturga y periodista inglesa. Es autora de novelas, relatos cortos y obras de teatro. Fue amiga y confidente de escritores destacados como Henry James y Rudyard Kipling, y mantuvo relación con figuras literarias de su tiempo como George Eliot, Thomas Hardy, Arthur Conan Doyle o Virginia Woolf. En la actualidad se la recuerda sobre todo por su célebre cuento infantil “La nueva madre”, considerado uno de los relatos fantásticos más inquietantes de la era, así como por novelas como Mrs. Keith’s Crime (1885) que abordaron temas controvertidos para su época.

## Biografía
Lucy Clifford nació con el nombre Sophia Lucy Jane Lane el 2 de agosto de 1846 en Londres, Inglaterra. Su padre, John Lane, era originario de Barbados, dato que la propia Lucy a veces citaba de forma inexacta creando confusión sobre su lugar de nacimiento. En 1875 contrajo matrimonio con el matemático y filósofo William Kingdon Clifford, con quien tuvo dos hijas. Una de ellas, Ethel Clifford (1876-1959), llegaría a ser poeta y más tarde Lady Dilke tras casarse con Sir Fisher Dilke. Durante los pocos años de matrimonio (1875-1879), los Clifford organizaron un concurrido salón literario  los domingos, al que asistían prominentes personalidades científicas, literarias y artísticas de la época, incluyendo a George Eliot, Rudyard Kipling, Thomas Hardy o Thomas Huxley.
En 1879 William K. Clifford falleció prematuramente, dejando a Lucy viuda con dos niñas pequeñas. La pensión que recibía no bastaba para sostener a la familia, por lo que Lucy Clifford decidió aprovechar al máximo los escritos inéditos de su difunto esposo y emprender ella misma una carrera literaria. Comenzó publicando relatos y artículos en periódicos, y pronto amplió su producción a novelas y obras de teatro. Su primer libro fue The Anyhow Stories, Moral and Otherwise (1882), una colección de cuentos infantiles que había escrito para entretener a sus hijas, entre los cuales se encuentra “La nueva madre” (en inglés, “The New Mother”) y “El pez falso” (“The Paper Fish”). Esta obra inaugura el peculiar estilo de fábulas morales con giros oscuros que caracterizaría algunos de sus relatos.
En 1885 publicó su primera novela, Mrs. Keith’s Crime: A Record, cuya temática causó impacto: narra la historia de una madre enferma terminal que, por compasión, decide poner fin a la vida de su hija también moribunda. Clifford firmó originalmente esta novela de forma anónima o bajo iniciales, algo común en la época, posiblemente para evitar prejuicios de género en la recepción crítica. La obra recibió atención por tratar el tema tabú de la eutanasia materna en plena era victoriana. A partir de entonces, Lucy Clifford desarrolló una exitosa trayectoria literaria. Fue una escritora prolífica: publicó diez novelas y siete colecciones de relatos, además de numerosos cuentos sueltos, artículos periodísticos y varias obras teatrales a lo largo de su carrera. Entre sus amistades se contaban figuras como Henry James, quien la tuvo en alta estima como una de sus amigas más queridas en Londres. Clifford mantuvo hasta el final de su vida un lugar activo en los círculos literarios londinenses. Falleció el 21 de abril de 1929 en Londres, a los 82 años, y fue enterrada en el cementerio de Highgate junto a su esposo.

## Obras
Lucy Clifford publicó su obra literaria tanto bajo su propio nombre (usualmente acreditada como “Mrs. W. K. Clifford”) como, en algunos casos, bajo seudónimos masculinos. Llegó a utilizar los seudónimos John Inglis, Leonard Carter, John Marison y Gerard Mountjoy para firmar ciertos escritos, una práctica que algunos contemporáneos adoptaban para experimentar con distintos géneros o evitar sesgos. Por ejemplo, John Inglis fue el nombre bajo el cual publicó la novela George Wendern Gave a Party (1912).

### Novelas
- Mrs. Keith’s Crime: A Record (1885) – Publicada inicialmente de forma anónima, trata sobre una madre que comete eutanasia con su hija enferma.
- Love-Letters of a Worldly Woman (1891) – Novela epistolar que explora las intimidades y conflictos de una mujer mundana.
- Aunt Anne (1892) – Novela ambientada en la sociedad victoriana, publicada en dos volúmenes.
- A Wild Proxy (1894) – Subtitulada “A Tragic Comedy of To-day”, novela que combina drama y humor.
- A Flash of Summer: The Story of a Simple Woman’s Life (1895) – Novela por entregas (serializada en 1894) cuya edición en libro salió en 1895; inicialmente tenía un final trágico que fue suavizado en ediciones posteriores.
- Margaret Vincent (1902) – Novela que aborda las complejidades del matrimonio y las expectativas sociales de la época.
- Woodside Farm (1902) – Novela publicada por la editorial Duckworth en Londres.
- The Modern Way (1906) – Novela que refleja las tensiones entre las tradiciones victorianas y los nuevos valores del siglo XX.
- The Getting Well of Dorothy (1907) – Novela enfocada en la recuperación y educación de una niña, publicada al inicio del siglo XX.
- Sir George’s Objection (1910) – Novela corta publicada originalmente en 1910, sobre los obstáculos sociales ante un matrimonio desigual.
- George Wendern Gave a Party (1912) – Novela publicada bajo el seudónimo John Ingli, editada por William Blackwood & Sons.
- Miss Fingal (1919) – Última novela de Clifford, publicada al final de la Gran Guerra, centrada en el destino y la independencia de una mujer soltera.

### Colecciones de relatos
- The Anyhow Stories, Moral and Otherwise (1882) – Colección de cuentos infantiles de tono moralizante pero imaginativo, escritos para sus hijas. Incluye el célebre relato “The New Mother” (“La nueva madre”).
- The Last Touches and Other Stories (1892) – Volumen de relatos cortos publicados a inicios de la década de 1890.
- Mere Stories (1896) – Colección de “historias simples” que apareció a mediados de la década de 1890 (Una reimpresión ampliada fue editada en 1909).
- The Dominant Note, and Other Stories (1897) – Conjunto de relatos cortos publicado a fines del siglo XIX.
- A Woman Alone: Three Stories (1901) – Recopilación de tres relatos, cuyo título coincide con uno de los cuentos incluidos, “A Woman Alone”.
- Eve’s Lover and Other Stories (1925) – Colección tardía de relatos, publicada en la década de 1920; la historia principal, “Eve’s Lover”, fue adaptada al cine (ver más abajo).

### Teatro (obras dramáticas)
- A Woman Alone (estrenada en 1898) – Drama en tres actos que aborda la situación de una mujer independiente; posteriormente publicado en libro en 1901.
- Hamilton’s Second Marriage (1909) – Obra teatral que forma parte de un volumen de tres piezas publicado en 1909.
- Thomas and the Princess (1909) – Comedia dramática incluida junto a la anterior en el volumen de 1909.
- The Modern Way (1909) – Pieza teatral que completa la trilogía publicada en 1909, con una temática similar a la novela homónima sobre los cambios sociales modernos.
- The Likeness of the Night (1900) – Obra dramática en cuatro actos, publicada en 1912; explora un triángulo amoroso y las apariencias engañosas de la vida matrimonial.
- A Long Duel (1901) – Drama breve estrenado a inicios del siglo XX.

*(Lucy Clifford escribió otras piezas y adaptaciones menores, así como guiones tempranos para el cine mudo, aunque muchas quedaron inéditas o en manuscrito.)

## Estilo literario
La producción literaria de Lucy Clifford abarcó desde novelas realistas hasta cuentos de fantasía moral, lo que refleja un estilo versátil con ciertos rasgos distintivos. En sus novelas para adultos a menudo examinó problemas sociales y morales de la clase media victoriana, especialmente en lo referente a la situación de la mujer. Sus tramas suelen girar en torno a dilemas éticos (por ejemplo, el debate sobre la eutanasia maternal en Mrs. Keith’s Crime) o a los conflictos emocionales de mujeres que desafían las convenciones (como las cartas apasionadas de Love-Letters of a Worldly Woman). La crítica ha señalado que sus novelas ocupan un punto intermedio entre la novela de sensación victoriana y la “novela de la Nueva Mujer” de finales del siglo XIX, combinando elementos melodramáticos con una perspectiva empática hacia la autonomía femenina. Clifford construye personajes femeninos fuertes enfrentados a elecciones difíciles —madres devotas, viudas independientes, jóvenes protegidas— para explorar temas como el sacrificio personal, los conflictos matrimoniales, la maternidad y la injusticia de ciertas normas sociales de su época.
En sus relatos cortos (especialmente aquellos dirigidos en teoría a un público infantil) desarrolló un estilo inusual que mezcla fantasía y terror psicológico bajo la apariencia de fábulas morales. Cuentos como “La nueva madre” presentan un escenario propio de los cuentos de hadas victorianos, pero derivan hacia lo macabro y lo inquietante. Clifford utiliza un lenguaje sencillo y simbólico, cercano al de un cuento aleccionador, para introducir imágenes perturbadoras (una “madre nueva” con ojos de vidrio y cola de madera que reemplaza a la madre bondadosa, por ejemplo) que subvierten las expectativas del lector. Esta combinación de elementos cotidianos y sobrenaturales produce en sus relatos una atmósfera de “extrañeza”: bajo la superficie moralizante se hallan significados ambiguos, alusiones al inconsciente y a los temores infantiles más profundos. Muchos de estos cuentos terminan sin una moraleja clara, dejando al lector con inquietudes sin resolver.
En cuanto a su obra teatral, Clifford tendió a adaptar sus propios relatos o novelas a los escenarios, enfatizando los diálogos y conflictos de ideas. Sus piezas reflejan conversaciones vivas sobre temas como el divorcio, la educación de la mujer o la fidelidad, mostrando personajes en situaciones domésticas con una carga crítica hacia las convenciones sociales. Si bien no alcanzó el renombre de los grandes dramaturgos de su tiempo, varias de sus obras se montaron en teatros británicos y estadounidenses, destacando The Likeness of the Night (estrenada en 1900) que fue elogiada por su atmósfera intensa.

## Recepción crítica
En su época, Lucy Clifford disfrutó de considerable reconocimiento. Desde sus primeros libros recibió elogios en la prensa victoriana, que resaltaban tanto la emotividad de sus relatos como el atrevimiento de sus temas. El público lector también acogió bien sus novelas: varias tuvieron múltiples ediciones y se tradujeron a otros idiomas. Autores contemporáneos de primer nivel expresaron su admiración por Clifford. Henry James, amigo cercano suyo, valoraba su perspicacia literaria y llegó a prologar algunas de sus ediciones americanas. Rudyard Kipling, Thomas Hardy y otros colegas de los círculos literarios londinenses la respetaban, y su compañía era habitual en tertulias y salones.
Hacia comienzos del siglo XX, sin embargo, la reputación de Clifford empezó a decaer. Las corrientes literarias nuevas (el modernismo de Virginia Woolf, James Joyce, etc.) desplazaron a las novelas victorianas tardías de tono más tradicional. Algunos críticos posteriores calificaron el estilo de Lucy Clifford de pasado de moda, demasiado ligado a la moral victoriana y al sentimentalismo decimonónico. Además, su producción se volvió más irregular tras 1900 y ella misma se retiró parcialmente de la vida literaria pública. Durante gran parte del siglo XX, la obra de Clifford cayó en un relativo olvido: muchos de sus libros quedaron descatalogados y su nombre fue poco mencionado en estudios literarios, salvo breves referencias en diccionarios de literatura victoriana. No obstante, a fines del siglo XX y comienzos del XXI comenzó un modesto redescubrimiento de su legado.

## Legado e influencia
Pese a su periodo de oscuridad a lo largo del siglo XX, Lucy Clifford ha ejercido influencia indirecta en la cultura literaria y popular, principalmente a través de sus relatos fantásticos. Su cuento más famoso, “The New Mother” (“La nueva madre”), ha pasado con los años a considerarse un relato clásico dentro de la literatura gótica infantil y ha influido en numerosas obras posteriores. El escritor Neil Gaiman ha citado “The New Mother” como una de sus inspiraciones principales para la novela Coraline (2002), llegando a decir que dicho cuento es “tan evocador como una pesadilla”. De hecho, la figura de la “otra madre” con ojos de botón en Coraline guarda un claro paralelo con la siniestra madre postiza de Clifford. También se ha sugerido que Henry James encontró probable inspiración en “The New Mother” a la hora de concebir su novela corta Otra vuelta de tuerca (1898), dado que ambas obras exploran la idea de una sustitución materna perturbadora y la corrupción de la inocencia infantil. En el ámbito cinematográfico, la premisa de “La nueva madre” –una entidad maternal sobrenatural que acecha a unos niños desobedientes– ha dejado su huella en producciones de terror moderno; por ejemplo, el director Andy Muschietti citó este cuento como influencia tangencial para su película Mamá (2013), donde una figura materna espectral cuida de dos niñas con fines inquietantes.
En la era del cine mudo se produjeron al menos dos películas basadas en textos suyos: The Likeness of the Night (1922), dirigida por Percy Nash, adaptación de su obra teatral homónima, y Eve’s Lover (1925), dirigida por Roy Del Ruth, basada en un relato corto de Clifford. En literatura, autores como Alison Lurie han reivindicado la obra de Clifford; Lurie, fascinada por los cuentos de hadas victorianos, prologó reediciones de “The New Mother” e incluyó referencias a Clifford en sus ensayos sobre fantasía.